# 1900 aux Pays-Bas
Chronologie des Pays-Bas
- 1896
- 1897
- 1898
- 1899
- 1900
- 1901
- 1902
- 1903
- 1904

Cette page recense des événements qui se sont produits durant l'année 1900 aux Pays-Bas.

## Événements

### Mai
- 14 mai  : participation des Pays-Bas à leurs premiers jeux olympiques.